# Tét
Tét (en alemán: Tietzing) es una ciudad del condado de Győr-Moson-Sopron, Hungría. Se encuentra entre la ciudad de Pápa (21 km al norte) y la ciudad de Győr (24 km al sur) en la Pequeña Llanura Húngara. Según el censo de 1990, contaba con 4 252 habitantes, casi todos de etnia húngara. Los asentamientos vecinos son: Rábaszentmihály, Kisbabot, Rábaszentmiklós, Mórichida, Gyömöre, Felpéc, Győrszemere y la ciudad de Győr.

## Historia
En 1910, Tét era una aldea del distrito de Sokoróalja, en el condado de Győr, con 4 111 habitantes. En cuanto a la religión, 1 935 ciudadanos (47,1%) eran luteranos, 1 890 (46,0%) católicos romanos, 432 (10,5%) judíos y 52 (1,3%) de otras religiones. La población de Tét creció de forma constante durante el período de entreguerras. Cabe destacar que los judíos de Tét fueron forzados a vivir en un gueto de tránsito y luego enviados en trenes del Holocausto al campo de concentración de Auschwitz durante el Holocausto. Aparecen en el Álbum de Auschwitz, la única evidencia gráfica que se conserva del proceso de exterminio desde el interior de Birkenau.
Tét recibió los derechos de ciudad (város) en 2001. La población actual (en 2024) se estima en 4 160 habitantes.

## Personas notables
- Károly Kisfaludy (1788-1830), dramaturgo y artista húngaro.
- Gábor Faludi (1846-1932), director de teatro en Budapest

## Galería

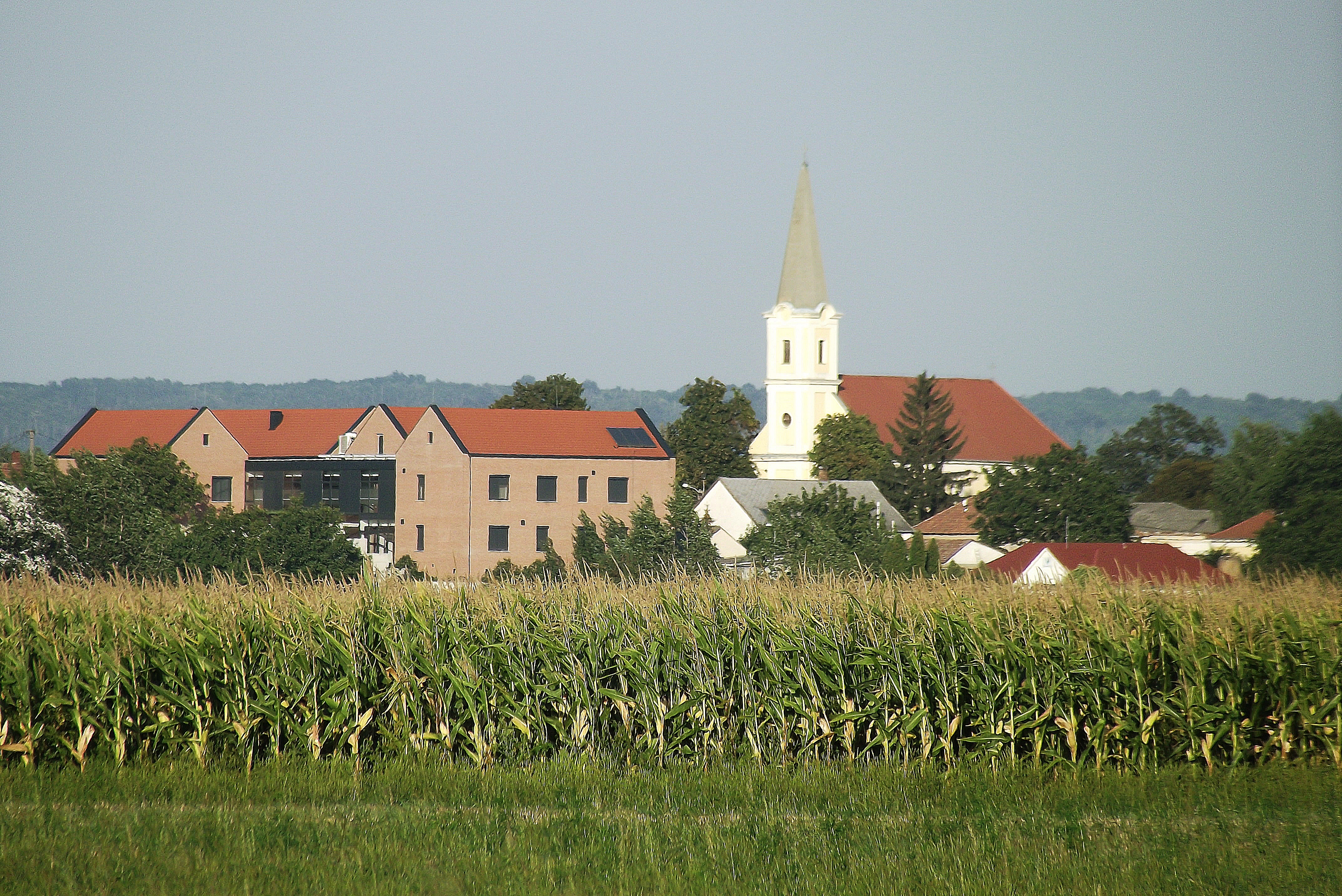
Vista del centro de la ciudad desde los campos.